# Aglaja
Az Aglaja egy 2012-ben bemutatott, színes, magyar–lengyel–román játékfilm, Deák Krisztina rendezésében.

## Szereplők
- Ónodi Eszter (Sabine)
- Bogdán Zsolt (Tandarica)
- Kamarás Iván (Milo)
- Móga Piroska (Aglaja tizenöt éves korában)
- Jávor Babett (Aglaja ötéves korában)
- Lázár Kati (Frau Lili)
- Esztergályos Cecília (Frau Pepita)
- Jordán Adél (Mary)
- Molnár Piroska (Frau Hitz)
- Kovács Gergely (Andre)
- Bálint András (A Roncalli Cirkusz igazgatója)
- Keresztes Tamás (Petru bácsi)
- Börcsök Enikő (Frau Schnyder)
- Dobi Janka (Ana)
- Solténszky Ráhel (Flygirl)

## Díjak
A film összesen négy díjat nyert a Monte-carlói Televíziós Fesztiválon. Megkapta a legjobb tévéfilmnek, a legjobb rendezőnek (Deák Krisztina) és a legjobb női főszereplőnek (Ónodi Eszter) járó Arany Nimfa-díjat, valamint a Monacói Vöröskereszt különdíját is kiérdemelte.